# Sozialhelden
Der Sozialhelden e. V. ist ein eingetragener, gemeinnütziger Verein mit dem Hauptsitz Berlin. Er organisiert ein Netzwerk ehrenamtlich engagierter Menschen, die sich mit verschiedenen Aktionen für soziale Gerechtigkeit einsetzen. Der Verein finanziert sich primär über die Teilnahme an Wettbewerben und die Zuwendungen von Stiftungen oder privaten Spendern. Die Initiative wurde seit 2008 mehrfach mit nationalen und internationalen Auszeichnungen geehrt.

## Ziele
Ziel des Vereins ist es, soziales Handeln attraktiv und sichtbar zu machen. Damit will er Aufmerksamkeit für soziale Missstände wecken, Menschen für gesellschaftliche Probleme sensibilisieren und Handlungsoptionen aufzeigen, anstatt Mitleid zu erregen.

## Projekte
Mit dem Projekt Pfandtastisch helfen, bei dem Supermarktkunden Pfandbons spenden können, kommen unter anderem jährlich über 100.000 Euro zusammen, die an die Berliner Tafel gespendet werden. Auch andere Hilfsprojekte werden durch Pfandtastisch helfen unterstützt. Das Projekt ist überregional aktiv.
Das Projekt Wheelmap.org ist eine Internet-Plattform für rollstuhlgerechte Orte. In der offenen Datenbank können Freiwillige bestimmte Orte (wie Cafés, Kinos oder andere Geschäfte) mithilfe eines Ampelsystems als rollstuhlgerecht, teilweise rollstuhlgerecht oder nicht rollstuhlgerecht markieren. Das Projekt wurde durch einen von Google gesponserten TV-Werbespot national bekannt, Smartphone-Nutzer können zudem unterwegs auf Apps für iOS und Android zurückgreifen.
Seit 2011 gibt es das Projekt GUTschein zum GUTsein, bei dem man Mitmenschen, denen man etwas Gutes getan hat, einen GUTschein geben kann, um sie zu motivieren, anderen ebenfalls Gutes zukommen zu lassen. Der Beschenkte kann online auf einer eigens eingerichteten Webseite die Geschichte des GUTscheins berichten, der anhand einer aufgedruckten Nummer identifizierbar ist. So lässt sich der Weg der GUTscheine verfolgen, und jeder GUTschein erzählt seine ganz eigene Geschichte, sofern alle Empfänger ihre Geschichte online stellen.
Auf der Webkonferenz Re:publica 2012 stellten die Sozialhelden im Mai 2012 das Projekt BrokenLifts.org vor. Ziel des Projekts ist eine zentrale Plattform, auf der sich Besucher über die Betriebszustände von Fahrstühlen im ÖPNV-Bereich informieren können. Als Datenbasis wurden seit November 2011 stündlich die Aufzugsstörungsinformationen der Berliner S-Bahn und der Berliner Verkehrsbetriebe (BVG) abgerufen und analysiert. Am 8. Oktober 2014 wurde eine überarbeitete Version des Dienstes in Kooperation mit dem Verkehrsverbund Berlin-Brandenburg, der S-Bahn Berlin GmbH und der Berliner Verkehrsbetriebe vorgestellt. Die Fahrstühle melden ihre Betriebszustände an den Dienst, der ausgefallene Fahrstühle auf der Webseite des Projekts anzeigt. Zudem werden defekte Fahrstühle auch in der Online-Fahrplanauskunft des VBB angezeigt. Vorerst ist das Projekt regional auf den Bereich Berlin begrenzt, Zielsetzung ist aber eine überregionale Datensammlung.
Am 16. August 2012 machte der Verein in Zusammenarbeit mit der Robert Bosch Stiftung das Projekt Leidmedien.de öffentlich. Das Projekt, das in Zusammenarbeit mit mehreren Journalisten entstanden ist, richtet sich an Berichterstatter aus Presse, Rundfunk und anderen Medien und gibt Hilfestellungen, welche Redewendungen und Floskeln genutzt werden können, ohne Betroffene zu stigmatisieren. Zielsetzung ist die Sensibilisierung von Journalisten und der Öffentlichkeit, gängige Floskeln zu überdenken und zu prüfen, ob Menschen mit Behinderungen durch diese auf ihre Defizite reduziert und somit abgewertet werden. Dabei betonen die Sozialhelden, dass Leidmedien.de nicht belehren, sondern neue Perspektiven aufzeigen und Hilfestellungen an die Hand geben soll.
In Zusammenarbeit mit der Weltgesundheitsorganisation (WHO) veranstaltete der SOZIALHELDEN e. V. unter dem Aktionsnamen MapMyDay.org am 3. Dezember 2015 einen internationalen Mapping-Tag. Weltweit wurden Menschen dazu aufgerufen, an diesem Tag in der Wheelmap Orte hinsichtlich ihrer Rollstuhlgerechtigkeit zu markieren. Bei der Kampagne handelte es sich um eine von mehreren weltweiten Aktionen anlässlich des Internationalen Tages der Menschen mit Behinderung. Ziel war es, Daten zu erheben sowie Menschen für Barrierefreiheit zu sensibilisieren. Am Ende der mehrtägigen Kampagne waren über 20.000 neue Orte markiert.
Auf Basis von Geodaten des Vereins analysierte die UNDESA die regionale Barrierefreiheit von Orten für den ersten „Disability and Development Report“ der Vereinten Nationen. Im Jahr 2023 griff der Verein Sozialhelden e. V. das Thema im Projekt a11y-Score erneut auf und entwickelt seitdem ein vom Bundesministerium für Digitales und Verkehr gefördertes „Tool […], das den Barrierefreiheits-Status verschiedener Regionen weltweit bewertet, um Politikerinnen und Politikern, Journalistinnen und Journalisten sowie allen Interessierten eine schnelle Übersicht und Handlungsempfehlungen zu bieten“. Der Verein gibt an, dafür Daten über „abgesenkte Bordsteinkanten, barrierefreie Ampelanlagen, Behindertenparkplätze, Zugänglichkeit öffentlich zugänglicher Orte und Blindenleitsysteme“ einzubeziehen.
| Name                  | Ziel                                                                          | Start | Status |
| --------------------- | ----------------------------------------------------------------------------- | ----- | ------ |
| Pfandtastisch helfen  | Spendenboxen für Pfandbons zu gemeinnützigen Zwecken                          | 2006  | aktiv  |
| Wheelmap.org          | Online-Karte für rollstuhlgerechte Orte                                       | 2010  | aktiv  |
| GUTschein zum GUTsein | Veranschaulichung guter Taten durch nummerierten, nachverfolgbaren Gutschein  | 2011  | aktiv  |
| Brokenlifts.org       | Datensammlung über Ausfälle von Aufzügen im öffentlichen Nah- und Fernverkehr | 2012  | aktiv  |
| Leidmedien.de         | Sensibilisierung von Journalisten zur Berichterstattung über Behinderungen    | 2012  | aktiv  |
| Tausendundeine Rampe  | Verteilung spendenfinanzierter Rollstuhlrampen an Geschäfte und Lokale        | 2012  | aktiv  |
| a11y-Score            | Statistische Datenerhebungen über regionale Barrierefreiheit                  | 2023  | aktiv  |

## Auszeichnungen
- 2016 wurden die Sozialhelden von der Ruderman Foundation für das Projekt Leidmedien.de mit dem Ruderman Prize in Inclusion ausgezeichnet.[15]
- 2016 wurde der Verein für das Projekt BrokenLifts.org mit dem Deutschen Mobilitätspreis ausgezeichnet.[16]
- 2015 erhielt der Verein für das Projekt Wheelmap.org im Rahmen des Wettbewerbs #UpgradeYourWorld ein Preisgeld von Microsoft.[17]
- 2014 wurde das Projekt Wheelmap.org in der Kategorie Soziales Miteinander und ehrenamtliches Engagement mit dem Smart Hero Award ausgezeichnet, der in Zusammenarbeit von Facebook und der Stiftung Digitale Chancen verliehen wird.[18]
- 2013 nahmen die Sozialhelden für das Projekt Wheelmap.org den Zedler-Preis für freies Wissen in der Kategorie Externes Wissensprojekt des Jahres von Wikimedia Deutschland entgegen.[19]
- 2013 wurde Mitgründer Raul Krauthausen für sein Engagement mit den Sozialhelden von der Bundesministerin für Arbeit und Soziales, Ursula von der Leyen, mit dem Bundesverdienstkreuz ausgezeichnet.[20]
- 2012 wurde das Projekt Wheelmap.org beim World Summit Award als Gewinner in der Kategorie Mobile Inclusion & Empowerment ausgezeichnet.[21]
- 2012 erhielten die Sozialhelden für das Projekt Wheelmap.org die Auszeichnung Deutscher VerzeichnismedienPreis 2012. Der Preis wird verliehen vom Verband Deutscher Auskunfts- und Verzeichnismedien e. V. und wurde durch den Vorsitzenden der FDP-Bundestagsfraktion Rainer Brüderle überreicht.[22]
- 2011 erhielt der Verein für das Projekt Wheelmap.org den Vodafone Smart Accessibility Award 2011[23]
- 2011 erhielten die Sozialhelden für das Projekt Wheelmap.org die Auszeichnung Ausgewählter Ort 2011 im Land der Ideen. Der Preis wird verliehen von der Standortinitiative „Deutschland – Land der Ideen“ unter der Schirmherrschaft des Bundespräsidenten.[24]
- 2010 wurde der Verein für die App der Wheelmap mit dem INCA-Award in Bronze ausgezeichnet.[25]
- 2010 wurde das Projekt Wheelmap.org der Sozialhelden mit dem VZ Award ausgezeichnet, dem Publikumspreis des Deutschen Bürgerpreises.[26]
- 2009 haben die Sozialhelden den Publikumspreis des Deutschen Engagementpreises gewonnen und wurden für ihr Projekt Pfandtastisch helfen mit dem Sonderpreis des KarmaKonsum Gründer-Award ausgezeichnet.[27][28]
- 2008 wurde das Projekt Pfandtastisch helfen zu einem von acht Bundessiegern von startsocial gekürt, einem Wettbewerb für soziale Ideen und Projekte.[29]